# 南港口站
南港口站（日语：／ Nankōguchi eki */?）是位於大阪府大阪市住之江區，由大阪市高速電氣軌道（大阪地下鐵）所經營的鐵路車站。本站是屬於自動導引中運量大眾運輸系統（新電車）的南港港城線的沿線車站，車站編號為P16。

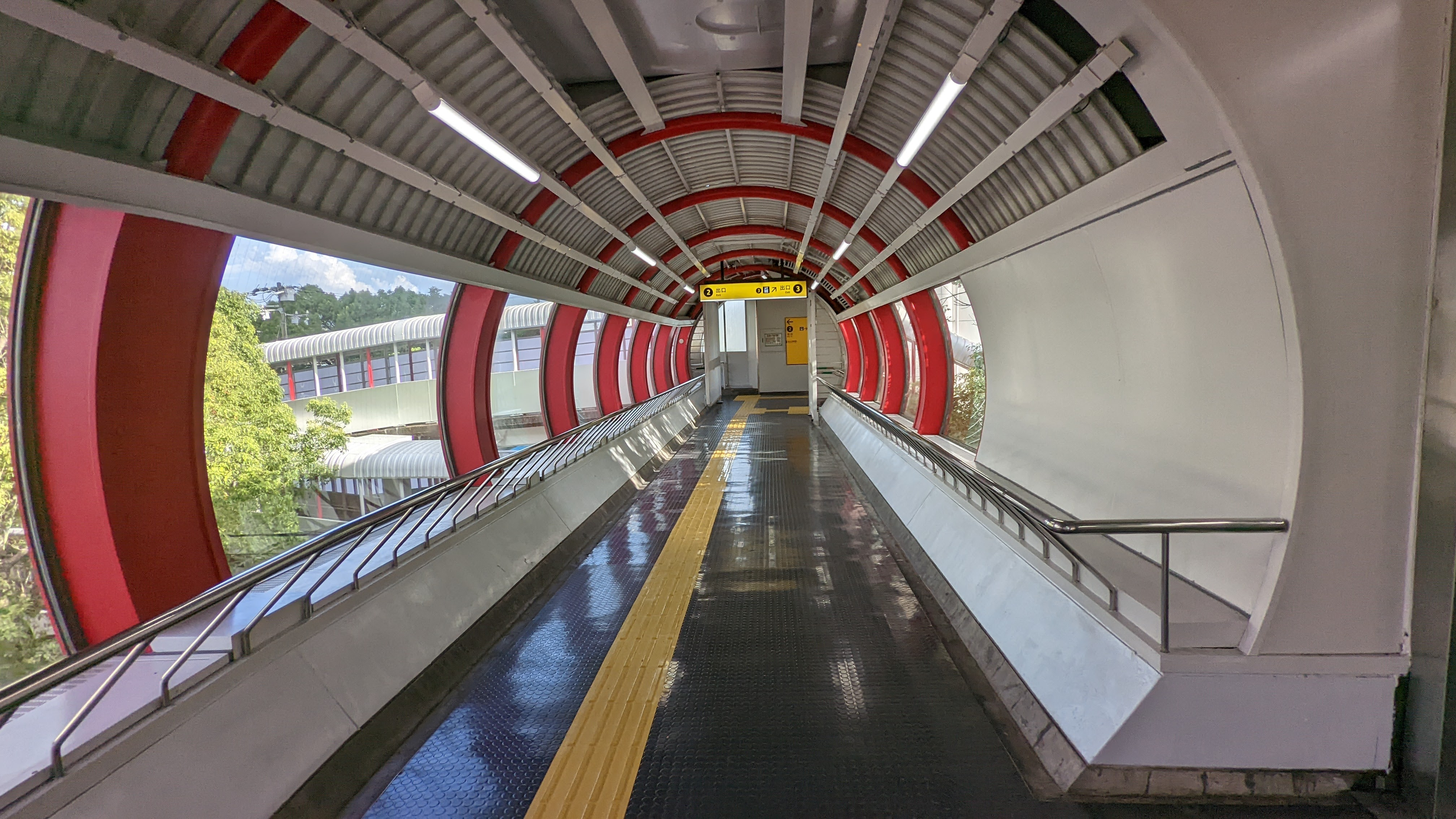
連通道(2022年7月)

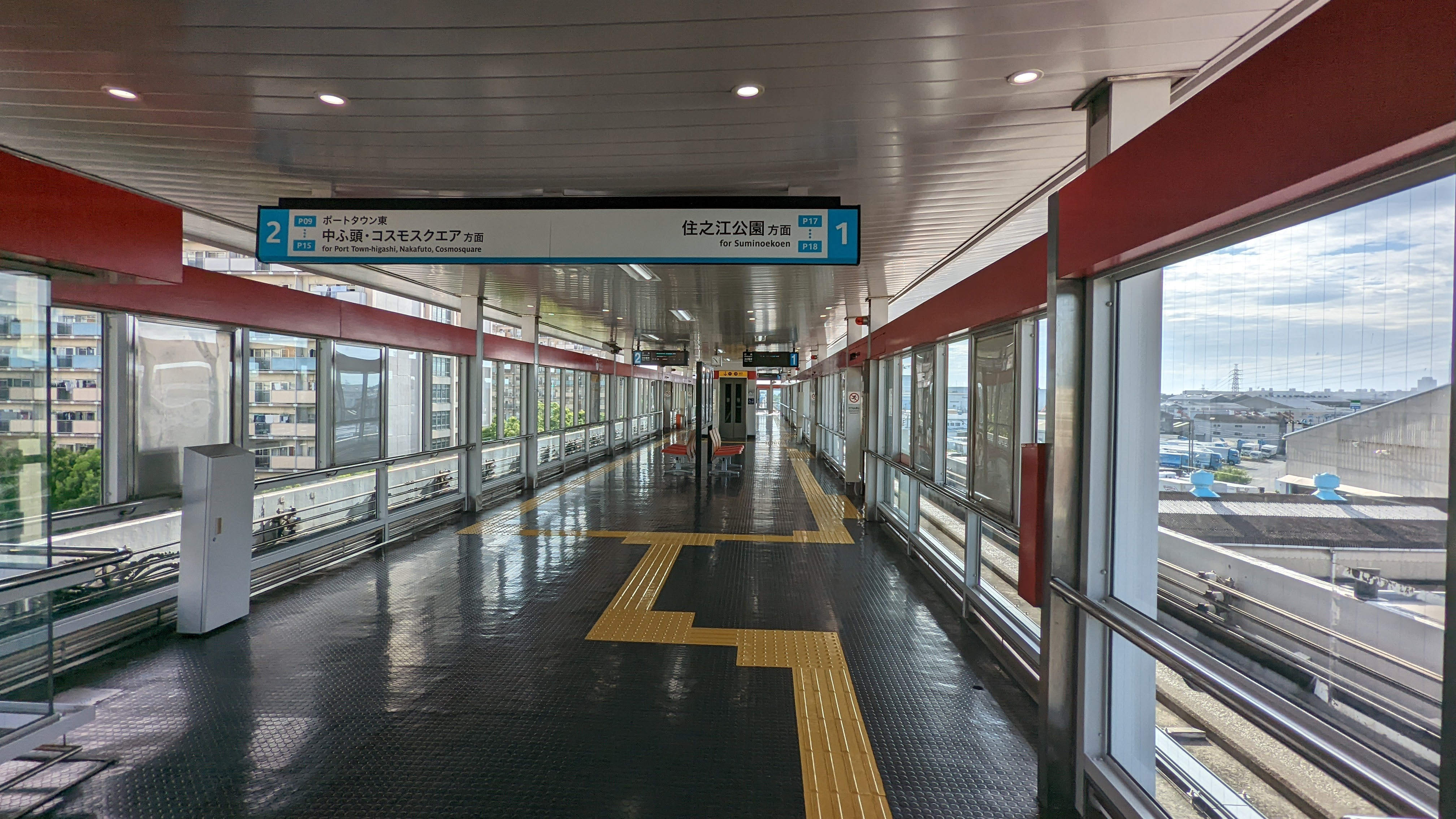
月台(2022年7月)

## 車站構造
本站採高架設計。中央走道與剪票口位於二樓，月台與路線區位於三樓。站内設有一處驗票口。

### 月台配置
| 月台 | 路線       | 目的地               |
| ---- | ---------- | -------------------- |
| 1    | 南港港城線 | 住之江公園方向       |
| 2    | 南港港城線 | 中埠頭、宇宙廣場方向 |

## 利用狀況
2018年11月13日1日上下車人次為4,740人（上車人次：2,395人，下車人次：2,345人）。
| 年度   | 調查日   | 上車人次 | 下車人次 | 上下車人次 |
| ------ | -------- | -------- | -------- | ---------- |
| 1990年 | 11月06日 | 2,910    | 2,835    | 5,745      |
| 1995年 | 2月15日  | 2,614    | 2,577    | 5,191      |
| 1998年 | 11月10日 | 2,535    | 2,371    | 4,906      |
| 2007年 | 11月13日 | 2,434    | 2,460    | 4,894      |
| 2008年 | 11月11日 | 2,458    | 2,437    | 4,895      |
| 2009年 | 11月10日 | 2,348    | 2,375    | 4,723      |
| 2010年 | 11月09日 | 2,307    | 2,343    | 4,650      |
| 2011年 | 11月08日 | 2,388    | 2,372    | 4,760      |
| 2012年 | 11月13日 | 2,301    | 2,282    | 4,583      |
| 2013年 | 11月19日 | 2,353    | 2,354    | 4,707      |
| 2014年 | 11月11日 | 2,325    | 2,315    | 4,640      |
| 2015年 | 11月17日 | 2,307    | 2,279    | 4,586      |
| 2016年 | 11月08日 | 2,362    | 2,354    | 4,716      |
| 2017年 | 11月14日 | 2,405    | 2,373    | 4,778      |
| 2018年 | 11月13日 | 2,395    | 2,345    | 4,740      |

## 历史
- 1981年（昭和56年）3月16日：本站在南港港城線住之江公園～中埠頭之間路段通車的同時啟用。
- 2018年（平成30年）4月1日：大阪市交通局民營化，成立非上市公司大阪市高速電氣軌道經營原交通局所擁有的各路線，本站也隨之成為該公司旗下的車站。

## 相鄰車站
大阪市高速電氣軌道（大阪地下鐵）
 南港港城線（新電車）
南港東（P15）－南港口（P16）－平林（P17）

## 外部連結
- 車站Guide：南港口 - Osaka Metro

34°36′50″N 135°26′45″E / 34.61389°N 135.44583°E